# Alfred Effiong
Alfred Effiong (* 29. November 1984 in Lagos) ist ein maltesischer Fußballspieler nigerianischer Abstammung.

## Karriere

### Verein
Seit 2006 spielt Effiong in Malta für verschiedene Vereine, er gehört regelmäßig zu den Top-Torjägern der Maltese Premier League. In der Saison 2010/11 wurde er mit 17 Toren erstmals Torschützenkönig, 2011/12 wurde er mit dem FC Valletta Meister und Pokalsieger. Am 28. Juni 2011 erzielte er bei einem Qualifikationsspiel für die UEFA Champions League sein erstes Tor in einem internationalen Wettbewerb, Gegner war SP Tre Fiori aus San Marino, das Spiel konnte der FC Valletta mit 3:0 für sich entscheiden.

### Nationalmannschaft
Effiong gab sein Debüt für seine Wahlheimat Malta am 25. März 2015 bei einer 0:2-Niederlage gegen Georgien, er wurde in der 60. Minute für Jean Paul Farrugia eingewechselt. Größere Bekanntheit erlangte er durch einen sehenswerten Treffer in Form einer Bogenlampe außerhalb des Strafraums gegen Litauen, Malta gewann das Spiel mit 2:0. Drei weitere Tore gelangen ihm jeweils gegen Aserbaidschan, Estland und gegen Schottland, letzteres per Kopf.

## Privat
Er wurde in Lagos, Nigerias größter Stadt, geboren und wuchs dort auch auf. Seit 2005 lebt Effiong in Malta, 2010 heiratete er seine Freundin Charlene, er hat zwei Kinder mit ihr. Am 26. Februar 2015 erwarb er die maltesische Staatsbürgerschaft.

## Erfolge

### Verein
- Meister der Maltese Premier League: (1)
  - 2011/12 (mit FC Valletta)
- Pokalsieger: (1)
  - 2011 (mit FC Valletta)

### Individuell
- Torschützenkönig der Maltese Premier League: (1)
  - 2010/11 (17 Tore)